# Rodì Milici
Rodì Milici é uma comuna italiana da região da Sicília, província de Messina, com cerca de 2.335 habitantes. Estende-se por uma área de 36 km², tendo uma densidade populacional de 65 hab/km². Faz fronteira com Antillo, Castroreale, Fondachelli-Fantina, Mazzarrà Sant'Andrea, Novara di Sicilia, Terme Vigliatore.

## Demografia
| Variação demográfica do município entre 1861 e 2011                               |
|                                                                                   |
| Fonte: Istituto Nazionale di Statistica (ISTAT) - Elaboração gráfica da Wikipedia |